# 皇帝廟 (小説)
『皇帝廟』（こうていびょう、ドイツ語: Die Kapuzinergruft）は、1938年に出版されたヨーゼフ・ロートによる小説。『ラデツキー行進曲』の続編であり、前作に登場する「ソルフェリーノの英雄」ヨーゼフ・トロッタの弟の子孫を主人公とする。
ドイツ語原題は「カプツィーナー（カプツィン派教会）納骨堂」である。

## 物語

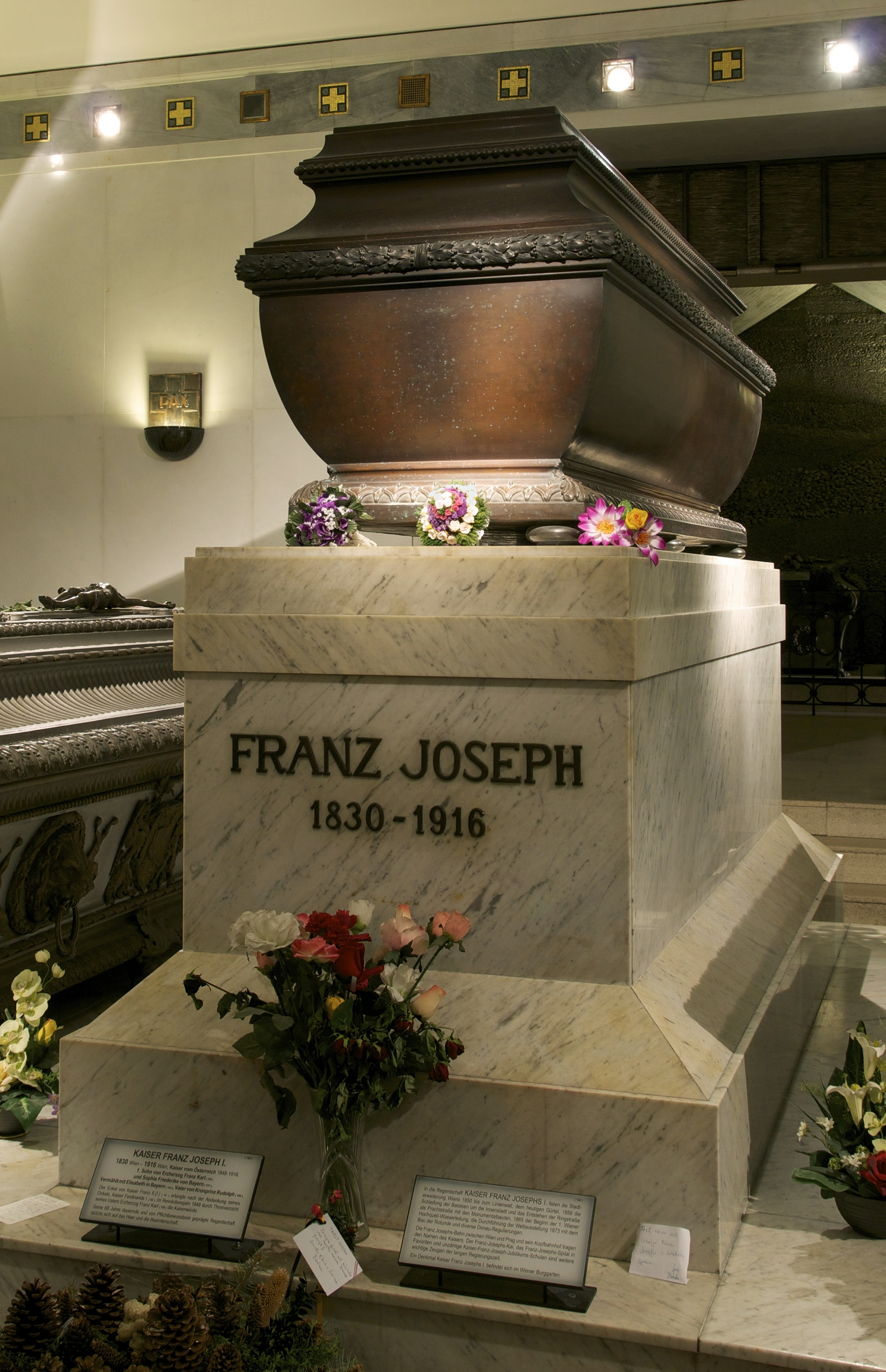
カプツィーナー納骨堂・皇帝フランツ・ヨーゼフ1世の霊柩

舞台は戦間期のオーストリア。ヨーゼフ・トロッタが興したトロッタ男爵家は3代で断絶したが、ヨーゼフの弟の家系は存続していた。フランツ・フェルディナント・トロッタは、貴族になった系統の親族には一度も会ったことがない。しかし彼は、旧帝国陸軍の古い年鑑にトロッタ家の名が記されていることに誇りを感じていた。
ナチス・ドイツによるオーストリア併合は目前に迫っていた。フランツ・フェルディナントは亡き皇帝フランツ・ヨーゼフ1世の霊柩に詣るために、ハプスブルク一門の墓地であるカプツィーナー納骨堂を訪ね、自問する。
| 「 | ぼくはどこへ行けばいいのか、いま、トロッタ家のひとりであるこのぼくは？…… | 」 |